# (6) Hebe
(6) Hebe es un asteroide que forma parte del cinturón de asteroides y fue descubierto por Karl Ludwig Hencke desde Driesen, Alemania, el 1 de julio de 1847. Se ha propuesto como progenitor de los meteorítos condríticos.

## Designación y nombre
A propuesta de Karl Friedrich Gauss fue nombrado por Hebe, una diosa de la mitología griega.

## Características orbitales
Hebe orbita a una distancia media del Sol de 2,425 ua, pudiendo alejarse hasta 2,914 ua y acercarse hasta 1,937 ua. Su excentricidad es 0,2014 y la inclinación orbital 14,75°. Emplea en completar una órbita alrededor del Sol 1380 días.

## Fuente mayor de meteoritos
Hebe es probablemente el cuerpo progenitor de los meteoritos condrita y los meteoritos metálicos tipo IIE.
Extraordinariamente, esto implicaría, que es la fuente de cerca del 40% de todos los meteoritos que chocan con la Tierra. Dentro de los puntos que evidencian esta conexión están (después de Michael Gaffey y Sarah L. Gilbert.):
- El espectro de Hebe concuerda con una mezcla de 60 % de condrita y 40 % de material de meteorito metálico tipo IIE.
- El tipo IIE es inusual entre los meteoritos metálicos, y es probablemente formado por el derretimiento por impacto, más que por fragmentos del núcleo de un asteroide.
- Los IIE metálicos y las condritas parece que vinieran del mismo cuerpo padre, y son similares en las cantidades de minerales y oxígeno.
- Asteroides con espectros similares a la condrita ordinaria (contando un 85% de todas las caídas, incluyendo las condritas) son extremadamente raros.
- Hebe está extremadamente bien ubicado para enviar los desechos de los impactos en una órbita que cruza la órbita de la Tierra. Eyectando con relativamente pequeñas velocidades (~280 m/s) pueden entrar a las caóticas regiones 3:1 Huecos de Kirkwood a 2,5 unidades astronómicas y a la cercana {\displaystyle \nu _{6}\,\!} resonancia orbital la cual determina la alta inclinación del eje del cinturón principal (cerca de 16°).
- De los asteroides que están en una órbita "bien ubicada", Hebe es el mayor.
- Un análisis de los más comunes contribuyentes al flujo de meteoritos de la Tierra ubican a Hebe como uno de los primeros de la lista,[4] dada su posición y su tamaño relativamente grande. Si Hebe no es el cuerpo principal de las condritas, entonces, ¿dónde están los meteoritos de Hebe?[3]

## Características físicas
Los análisis de la curva de luz sugieren que Hebe tiene forma angular, quizá debida a una gran cantidad de cráteres de impacto, y que rota en sentido directo en 7,27 horas. El polo norte apunta a las coordenadas eclípticas (45°, 339°), con una incertidumbre de 10°, lo que da una inclinación axial de 42°.[cita requerida]
Tiene una superficie brillante y, si su identificación como el cuerpo progenitor de las condritas es correcta, una composición superficial de rocas de silicato condrítico mezclado con piezas metálicas de níquel-fierro. Un escenario probable para la formación de esta superficie metálica sería:
1. Grandes impactos que causasen la fusión local de la superficie condrítica rica en hierro. Los metales, al ser más pesados, se depositarían en el fondo de los lagos magmáticos conformando una capa metálica bajo otra relativamente poco profunda de silicatos.
2. Más tarde, impactos de menor tamaño rompieron y mezclaron estas capas.
3. Pequeños y frecuentes impactos tenderían a pulverizar los desechos rocosos más débiles, dejando una concentración aumentada de los fragmentos metálicos más grandes en la superficie, los cuales finalmente comprenden el ~40% de la superficie en la actualidad.

## Satélites
El 5 de marzo de 1977, Hebe ocultó Kaffaljidhma (Gamma Ceti), una estrella de tercera magnitud moderadamente brillante. No se ha informado de ninguna otra observación de ocultaciones por Hebe.
Como resultado de la ocultación, un pequeño satélite Hebeano fue reportado por Paul D. Maley. El cual fue denominado "Jebe" (ver Heebie Jeebies). De todas formas, el descubrimiento aún no ha sido confirmado.